# Коков, Михаил Семёнович
Коков Михаил Семёнович (21 ноября 1913 — 4 января 1941) — хакасский поэт, прозаик и драматург.

## Биография
Михаил Коков родился в аале Хара Пулун (ныне Ширинский район Хакасии) 21 ноября 1913 года (8 ноября по ст. ст.). Окончил школу в селе Усть-Фыркал, после чего поступил на рабфак Томского университета. По окончании учёбы стал работать секретарём народного суда, затем был председателем рабочего комитета совхоза, а после — учителем истории в школе. Участвовал в советско-Финской войне 1939—1940 годов. После службы в армии жил и работал в Абакане.

## Творчество
Первые произведения Кокова были опубликованы в газете «Хызыл аал» в 1936 году. Это были стихи «Песня трактористов» и «Красная армия». В 1940 году вышла его повесть «Радостная встреча». Наиболее известным драматическим произведением Кокова стала драма «Акун» героико-революционной направленности. Основная тема произведений Кокова — преобразования в жизни хакасского народа. Его творчество сыграло заметную роль в становлении хакасской литературы.
Умер 4 января 1941 года.